# Irlanda nos Jogos Olímpicos de Inverno de 2006
A Irlanda mandou 4 competidores para os Jogos Olímpicos de Inverno de 2006, em Turim, na Itália. A delegação não conquistou nenhuma medalha.

## Desempenho

### Esqui alpino
| Atletas         | Evento                   | Final      | Final      | Final      | Final   | Final |
| Atletas         | Evento                   | 1ª Corrida | 2ª Corrida | 3ª Corrida | Total   | Pos.  |
| --------------- | ------------------------ | ---------- | ---------- | ---------- | ------- | ----- |
| Thomas Foley    | Slalom gigante masculino | 1:28.28    | 1:29.14    |            | 2:57.42 | 31    |
| Kirsten McGarry | Super-G feminino         | DNS        | DNS        | DNS        | DNS     | DNS   |
| Kirsten McGarry | Slalom gigante feminino  | 1:08.19    | 1:14.68    |            | 2:22.87 | 32    |
| Kirsten McGarry | Slalom feminino          | 49.64      | 52.79      |            | 1:42.43 | 42    |

### Esqui cross-country
| Atleta       | Evento             | Preliminares | Preliminares | Quartas | Quartas | Semifinal | Semifinal | Final   | Final |
| Atleta       | Evento             | Total        | Pos.         | Total   | Pos.    | Total     | Pos.      | Total   | Pos.  |
| ------------ | ------------------ | ------------ | ------------ | ------- | ------- | --------- | --------- | ------- | ----- |
| Rory Morrish | Clássico masculino |              |              |         |         |           |           | 50:28.1 | 87    |

### Skeleton
| Atleta         | Evento    | Final      | Final      | Final   | Final |
| Atleta         | Evento    | 1ª corrida | 2ª corrida | Total   | Pos.  |
| -------------- | --------- | ---------- | ---------- | ------- | ----- |
| David Connolly | Masculino | 59.97      | 1:00.00    | 1:59.97 | 20    |

Legenda
| Recorde mundial      | Recorde mundial (World record)               |                       | Recorde africano                      | Recorde africano (African) |                                           | Q | Classificado por posição (Qualified) |
| Recorde olímpico     | Recorde olímpico (Olympic record)            | Recorde da América    | Recorde da América (Americas)         | q                          | Classificado por melhor tempo (Qualified) |   |                                      |
| Melhor marca do ano  | Melhor marca do ano (World leading)          | Recorde asiático      | Recorde asiático (Asian)              | DNS                        | Não largou (Did not start)                |   |                                      |
| Recorde nacional     | Recorde nacional (National record)           | Recorde europeu       | Recorde europeu (European)            | DNF                        | Não terminou (Did not finish)             |   |                                      |
| Recorde pessoal      | Recorde pessoal do atleta (Personal best)    | Recorde da Oceania    | Recorde da Oceania (Oceania)          | DSQ / DQ                   | Desclassificado (Disqualified)            |   |                                      |
| Recorde da temporada | Recorde da temporada do atleta (Season best) | Recorde sul-americano | Recorde sul-americano (South America) | NM                         | Sem marca (No mark)                       |   |                                      |